# Europese weg 502
De Europese Weg 502 of E502 is een weg die uitsluitend door Frankrijk loopt.
De weg begint bij Le Mans, eindigt in Tours en volgt een deel van de Franse A28.